# ديفيد نالبانديان
ديفيد نالبانديان (بالإسبانية: David Pablo Nalbandian)‏ (ولد في 1 يناير 1982 في أونكويلو، وهي ضاحية من ضواحي قرطبة) وهو لاعب كرة المضرب أرجنتيني محترف من جذور ارمنية. حقق ديفيد نالبانديان 7 ألقاب أحدها هو كأس الأساتذة، الذي أنتزعه من روجر فيدرير في شنغهاي سنة 2005. وكأسا ماسترز أحرزها بعد أن تغلب على روجر فيدرير في مدريد سنة 2007 وعلى نادال في باريس سنة 2007. وأربع بطولات ذهبية دولية.

## سيرة
ولد ديفيد نالبانديان، وهو من أصول أرمنية وإيطالية، في مدينة أونكويلو الصغيرة في مقاطعة قرطبة بالأرجنتين. أصبح لاعب كرة المضرب محترفًا في سن الثامنة عشرة.

## روابط خارجية
- ديفيد نالبانديان على موقع eWRC-results.com (الإنجليزية)
- ديفيد نالبانديان على موقع رابطة محترفي التنس (الإنجليزية)
- ديفيد نالبانديان على موقع الاتحاد الدولي لكرة المضرب (الإنجليزية)
- ديفيد نالبانديان على موقع كأس ديفيز (الإنجليزية)
- ديفيد نالبانديان على موقع بطولة ويمبلدون (الإنجليزية)
- ديفيد نالبانديان على موقع خلاصة التنس.كوم (الإنجليزية)
- ديفيد نالبانديان على موقع إي إس بي إن.كوم (الإنجليزية)
- ديفيد نالبانديان على موقع أوليمبيديا (الإنجليزية)